# Men O' War
Men O' War is een Amerikaanse korte film van Laurel en Hardy uit 1929. Het is de derde geluidsfilm van het duo. De film is geregisseerd door Lewis R. Foster en geproduceerd door Hal Roach.

## Verhaal
Laurel en Hardy zijn twee zeelieden met verlof die bij toeval twee aantrekkelijke meisjes zien wandelen door een park. De zeilers nodigen de dames uit voor een drankje, maar realiseren zich al snel dat ze maar genoeg geld hebben voor drie personen. Hardy besteedt een eeuwigheid om de situatie uit te leggen aan Laurel, die niet kan begrijpen dat hij of Hardy zelf niet zouden meedrinken.
Uiteindelijk bestellen ze drie frisdrankjes, en is het plan dat Laurel en Hardy hun drankje delen, waarbij Laurel evenwel het hele glas uitdrinkt. Bovendien blijkt het bedrag op de rekening dubbel zo hoog te zijn als ze vooraf hadden berekend. Hardy neemt wraak op Laurels gulzigheid en laat hem alleen achter om de rekening betaald te krijgen.
Laurel beseft dat hij te kort heeft, en toch weinig te verliezen en waagt een gok met zijn geld met een gokautomaat die in de zaak aanwezig is. Hij wint de jackpot, kan vlot de rekening betalen en Laurel en Hardy gebruiken het geld om een roeiboot te huren waarmee ze met hun dates op het meer kunnen varen. Het wordt een wilde roeiwedstrijd, waarbij meerdere bootjes omkantelen.  De ongelukkigen die in het water waren beland, klimmen in de roeiboot van Laurel en Hardy die hierdoor uiteindelijk in het meer zinkt.

## Rolverdeling
| Acteur          | Personage          |
| --------------- | ------------------ |
| Stan Laurel     |                    |
| Oliver Hardy    |                    |
| James Finlayson | kelner             |
| Anne Cornwall   | Laurels afspraakje |
| Gloria Greer    | Hardy's afspraakje |
| Charlie Hall    | roeier op meer     |
| Baldwin Cooke   | roeier op meer     |
| Pete Gordon     | fietser            |
| Harry Bernard   | politieman         |